# Robert Kelleher
Robert Joseph Kelleher (ur. 5 marca 1913 w Nowym Jorku, zm. 20 czerwca 2012 w Los Angeles) – amerykański działacz tenisowy i tenisista, prawnik.

## Kariera zawodowa
Urodził się w rodzinie przedsiębiorcy branży tekstylnej. Studiował w Williams College w Massachusetts (bakalaureat w 1935 roku) i na Harvardzie (dyplom prawnika w 1938 roku). Był wieloletnim sędzią Sądu Okręgowego w Los Angeles, u schyłku życia najstarszym aktywnym zawodowo sędzią federalnym w Stanach Zjednoczonych. Nominację sędziowską otrzymał w 1970 roku od prezydenta Nixona, od 1983 roku kontynuował pracę ze statusem sędziego-seniora. Prowadził m.in. sprawę oskarżonych o szpiegostwo na rzecz ZSRR Christophera Boyce’a i Andrew Daltona Lee (ich sprawie poświęcono film Sokół i koka).
Kelleher zasłużył się dla tenisa jako zawodnik, potem sędzia i działacz. Był szefem zespołu chłopców podających piłki na mistrzostwach USA (późniejsze US Open) w latach 1930–1931 (sam w roli chłopca do piłek pracował w latach 1927–1929), później pełnił funkcję asystenta głównego sędziego turnieju (do 1937 roku). W czasie studiów w Massachusetts był kapitanem zespołu akademickiego. Jako zawodnik zdobywał tytuły w rozgrywkach międzyuczelnianych, a także w turniejach weteranów (m.in. trzykrotnie mistrz USA w deblu w kategorii powyżej 45 lat). W 1940 roku ożenił się z czołową amerykańską tenisistką lat 30., Gracyn Wheeler (zm. 1980), z którą w 1947 roku triumfował w grze mieszanej na mistrzostwach Kanady.
Członek kierownictwa Amerykańskiej Federacji Tenisa, jej drugi wiceprezydent w 1965 roku, pierwszy wiceprezydent w 1966 roku; w latach 1967–1968 prezydent federacji, podejmował decyzję o przyłączeniu się tenisa amerykańskiego do idei rozgrywek w formule „open”. Był wieloletnim delegatem Stanów Zjednoczonych w Międzynarodowej Federacji Tenisowej.
W latach 1962 i 1963 sprawował funkcję kapitana reprezentacji w Pucharze Davisa; w 1963 roku zespół amerykański zdobył trofeum, pokonując Australijczyków. Kelleher kierował także reprezentacją na igrzyskach panamerykańskich i był członkiem Komisji Doradczej Narodowej Fundacji Tenisa. W 2000 roku został wpisany do Międzynarodowej Tenisowej Galerii Sławy.